# Bram Cohen (biljarter)
Abraham (Bram) Cohen (Utrecht, 17 augustus 1883 – Auschwitz, 28 januari 1944) was een Nederlandse biljarter. Hij nam in seizoen 1938–1939 deel aan het Nederlands kampioenschap driebanden in de ereklasse.

## Deelname aan Nederlandse kampioenschappen in de Ereklasse
| Nr. | Kampioenschap        | Plaats    | Klassering | Alg. gemiddelde |
| --- | -------------------- | --------- | ---------- | --------------- |
| 1.  | Driebanden 1938–1939 | Amsterdam | 3e         | 0,456           |